# Quảng Thành, thành phố Thanh Hóa
Quảng Thành là một phường thuộc thành phố Thanh Hóa, tỉnh Thanh Hóa, Việt Nam.

## Địa lý
Phường Quảng Thành nằm ở phía nam thành phố Thanh Hóa, có vị trí địa lý:
- Phía đông giáp phường Quảng Đông
- Phía tây giáp phường Đông Vệ và phường Quảng Thịnh
- Phía nam giáp huyện Quảng Xương
- Phía bắc giáp phường Đông Sơn và phường Quảng Hưng.

Phường Quảng Thành có diện tích 8,44 km², dân số năm 2012 là 19.500 người, mật độ dân số đạt 2.310 người/km².

## Lịch sử
Trước đây, Quảng Thành là một xã thuộc huyện Quảng Xương.
Ngày 6 tháng 12 năm 1995, Chính phủ ra Nghị định số 85-CP. Theo đó, xã Quảng Thành được sáp nhập vào thành phố Thanh Hóa.
Ngày 19 tháng 8 năm 2013, Chính phủ ban hành Nghị quyết số 99/NQ-CP thành lập phường Quảng Thành thuộc thành phố Thanh Hóa trên cơ sở toàn bộ diện tích và dân số của xã Quảng Thành.